# Waseda-universitetet
Waseda University (japansk: 早稲田大学), forkortet Waseda (早稲田) eller Sōdai (早大) , er et privat universitet i Shinjuku, Tokyo. Grundlagt i 1882 som Tōkyō Professionshøjskole (japansk: 東京専門学校) af Ōkuma Shigenobu, den femte premierminister i Japan, og blev efterfølgende omdøbt til Waseda University i 1902. 
Universitetet er udvalgt som et Top Type (Type A) universitet i Japans undervisningsministeriums Top Global University Project (japansk: スーパーグローバル大学創成支援).  Optagelsesprøven på Waseda University har den højeste sværhedsgrad blandt private universiteter i Japan. 
Dens alumner omfatter otte premierministre i Japan ;  tre premierministre i Korea ;    en række vigtige skikkelser fra japansk litteratur, herunder Haruki Murakami ; grundlæggere af førende japanske og koreanske virksomheder som Samsung, Sony, Ito En, Lotte, CJ Group, POSCO ; og mange administrerende direktører, inklusiv Japans rigeste person,  Tadashi Yanai .